# Eesti Kergejõustikuliit
La Eesti Kergejõustikuliit (EKJL) è una federazione sportiva che ha il compito di promuovere la pratica dell'atletica leggera e coordinarne le attività dilettantistiche ed agonistiche in Estonia.